# Bruksleden
Bruksleden är en omkring 250 kilometer lång vandringsled i Västmanland och sydligaste Dalarna. 
Den går genom Västerås, Hallstahammars, Surahammars, Skinnskattebergs, Fagersta och Norbergs kommun i Västmanlands län. Anslutningar finns även från Avesta kommun (Tråbacken) och Smedjebackens kommun (Malingsbo) i Dalarnas län.
Den är uppdelad i 27 etapper och markeras med orange färg på träd och stolpar i terrängen. Leden går till största delen genom Bergslagens skogar, förbi många sjöar och flera intressanta platser. I de många bruksorter man passerar kan man besöka museer och gamla bruksmiljöer och få en god inblick i brukens historia.
| Etappnr | Sträcka                                        | Längd   |
| ------- | ---------------------------------------------- | ------- |
| 1a      | Rocklunda (Västerås) - Skålbystugan            | 15,5 km |
| 1b      | Rocklunda                                      | 14 km   |
| 2       | Skålbystugan - Toftsjön                        | 9,5 km  |
| 3       | Skultuna - Toftsjön                            | 10,5 km |
| 4       | Skälby - Vargberget                            | 12,5 km |
| 5       | Vargberget - Hallstahammar                     | 7 km    |
| 6       | Hallstahammar - Långsjön                       | 11,5 km |
| 7       | Långsjön- Ramnäs, via Rövallskojan             | 16,5 km |
| 8       | Långsjön- Ramnäs, via Surahammar               | 13,5 km |
| 9       | Ramnäs - Stora Acktjärn                        | 8 km    |
| 10      | Stora Acktjärn - Stenbjörnskojan               | 8,5 km  |
| 11      | Stenbjörnskojan - Trummelsberg                 | 10 km   |
| 12      | Trummelsberg - Norra Morsjön, via Landsberget  | 12,5 km |
| 13      | Trummelsberg - Norra Morsjön, via Trehörningen | 9 km    |
| 14      | Norra Morsjön - Högbyn (Fagersta)              | 11 km   |
| 15      | Högbyn (Fagersta) - Lilla Älgsjön              | 13 km   |
| 16      | Trummelsberg - Bockhammar                      | 7 km    |
| 17      | Bockhammar - Borntorpet                        | 7,5 km  |
| 18      | Borntorpet - Kolpen                            | 8 km    |
| 19      | Kolpen - Örtjärnen                             | 12 km   |
| 20      | Harplekartorp (Lv 233) - Örtjärnen             | 7 km    |
| 21      | Örtjärnen - Malingsbo                          | 14,5 km |
| 22      | Örtjärnen - Högbyn (Fagersta)                  | 8,5 km  |
| 23      | Lilla Älgsjön - Klackberg (Norberg)            | 8,5 km  |
| 24      | Klackberg (Norberg) - Fliken                   | 5,5 km  |
| 25      | Fliken - Lillsjön                              | 13,5 km |
| 26      | Lillsjön - Tråbacken (Avesta)                  | 4 km    |
| 27A     | Tråbacken - Krylbo                             | 8,1 km  |
| 27B     | Tråbacken - Krylbo                             | 7,2 km  |